# Объединённая протестантская церковь Франции
Объединённая протестантская церковь Франции (фр. Église protestante unie de France) — христианская церковь во Франции.

## История
Объединённая протестантская церковь Франции — главная и крупнейшая протестантская церковь Франции, созданная в 2013 году путём объединения Реформатской церкви Франции и Евангелическо-лютеранской церкви Франции. Церковь действует во всех частях французской метрополии, за исключением Эльзаса и Мозеля, где создан Союз протестантских церквей Эльзаса и Лотарингии.

## Статистика
В церковной общине насчитывается 250 000 членов, и её ориентация является как кальвинистской, так и лютеранской главным образом потому, что она объединяет оба вида приходов по всей стране.

## Отношение к абортам и ЛГБТ
Объединённая протестантская церковь Франции разрешает рукоположение женщин и благословение однополых браков. Церковь считает, что аборты могут быть разрешены при определённых обстоятельствах.

## Внешние сношения
Церковь является членом Всемирного совета церквей.